# Trophée O'Brien
Pour les articles homonymes, voir O'Brien.
Le Trophée O'Brien est un trophée de l'Association nationale de hockey puis de la Ligue nationale de hockey, retiré après la saison 1949-1950 de la LNH. Son nom vient du fils du sénateur Canadien J. O'Brien : John Ambrose O'Brien qui fut le créateur de l'Association nationale de hockey.

## Historique
Donné la première fois par le sénateur O'Brien au vainqueur de la saison de l'ANH 1909-1910, le trophée vient récompenser le vainqueur de l'Association nationale de hockey, celui-ci allant alors défier le champion des autres ligues pour la Coupe Stanley.
À la fin de l'Association Nationale de Hockey, il devient le trophée remis au champion de la saison régulière la Ligue nationale de hockey mais est remplacé en 1923 au profit du Trophée Prince de Galles.
En 1926, avec l'élargissement de la ligue, il est réintroduit afin de récompenser le vainqueur de la Division Canadienne.
En 1938, la LNH revient à une seule division et le trophée est de nouveau retiré et il l'est définitivement après la saison 1949-1950 de la LNH. Entretemps, le trophée est remis au club perdant de la finale de la Coupe Stanley.

## Liste des vainqueurs du Trophée O'Brien
| Saison    | Équipe                |
| --------- | --------------------- |
| 1910      | Wanderers de Montréal |
| 1910-1911 | Sénateurs d'Ottawa    |
| 1911-1912 | Bulldogs de Québec    |
| 1912-1913 | Bulldogs de Québec    |
| 1913-1914 | Blueshirts de Toronto |
| 1914-1915 | Sénateurs d'Ottawa    |
| 1915-1916 | Canadiens de Montréal |
| 1916-1917 | Canadiens de Montréal |

| Saison    | Équipe                  |
| --------- | ----------------------- |
| 1917-1918 | Arenas de Toronto       |
| 1918-1919 | Canadiens de Montréal   |
| 1919-1920 | Sénateurs d'Ottawa      |
| 1920-1921 | Sénateurs d'Ottawa      |
| 1921-1922 | St. Patricks de Toronto |
| 1922-1923 | Sénateurs d'Ottawa      |

| Saison    | Équipe                 |
| --------- | ---------------------- |
| 1927-1928 | Canadiens de Montréal  |
| 1928-1929 | Canadiens de Montréal  |
| 1929-1930 | Maroons de Montréal    |
| 1930-1931 | Canadiens de Montréal  |
| 1931-1932 | Canadiens de Montréal  |
| 1932-1933 | Maple Leafs de Toronto |
| 1933-1934 | Maple Leafs de Toronto |
| 1934-1935 | Maple Leafs de Toronto |
| 1935-1936 | Maroons de Montréal    |
| 1936-1937 | Canadiens de Montréal  |
| 1937-1938 | Maple Leafs de Toronto |

| Saison    | Équipe                 |
| --------- | ---------------------- |
| 1938-1939 | Maple Leafs de Toronto |
| 1939-1940 | Maple Leafs de Toronto |
| 1940-1941 | Red Wings de Détroit   |
| 1941-1942 | Red Wings de Détroit   |
| 1942-1943 | Bruins de Boston       |
| 1943-1944 | Black Hawks de Chicago |
| 1944-1945 | Red Wings de Détroit   |
| 1945-1946 | Bruins de Boston       |
| 1946-1947 | Canadiens de Montréal  |
| 1947-1948 | Red Wings de Détroit   |
| 1948-1949 | Red Wings de Détroit   |
| 1949-1950 | Rangers de New York    |